# رودولفو غوتشي
رودولفو غوتشي (ولد في السادس عشر من يوليو 1912م - وتوفي في الخامس عشر من مايو 1983م) ، والمعروف أيضًا باسمه المسرحي ماوريتسيو دانكورا ، وقد كان ممثل ورجل أعمال إيطالي، وظهر في أكثر من أربعين فيلمًا في الفترة بين عام 1929م و 1946م. وكان فرداً من عائلة غوتشي، وسمي طفله الوحيد، ماوريتسيو غوتشي، تيمناً بإسمه المسرحي.

## السيرة الشخصية

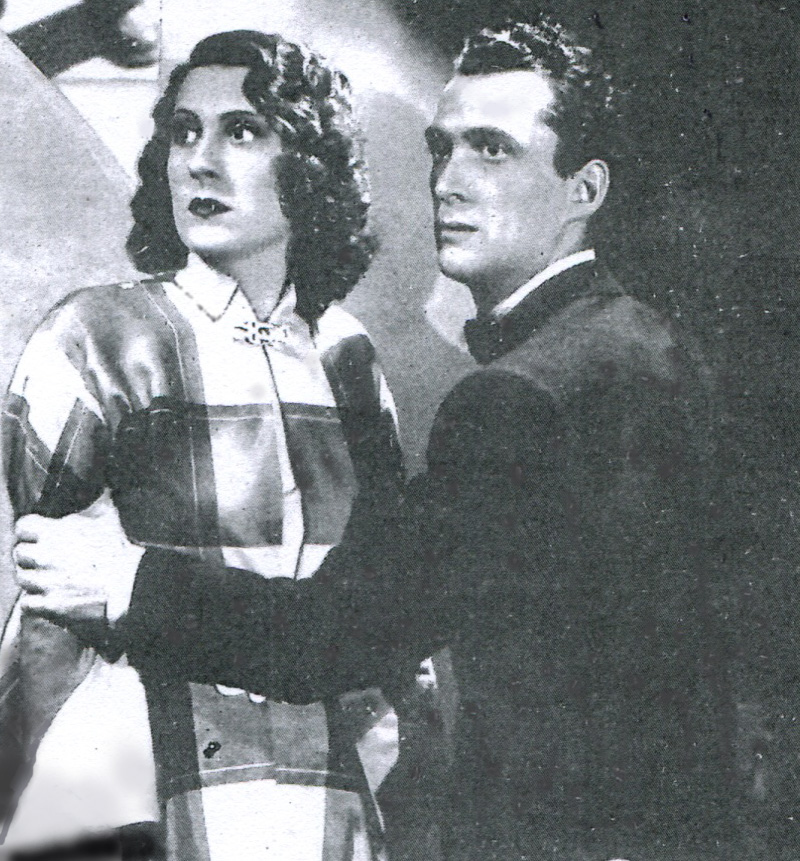
كارلا كاندياني وماوريتسيو دانكورا في مشهد من فيلم "فندق الغياب".

وُلد رودولفو غوتشي عام 1912م في مدينة فلورنسا بإيطاليا لأيدا كالفيلي وغوتشيو غوتشي. حيث كان الأخ الأوسط، وواحد من خمسة أبناء وابنة واحدة.
وإكتشفه المخرج ألفريد ليند الذي منحه ظهوره الأول في فيلم عام 1929م. وفي نفس العام ظهر في فيلم "القضبان" للمخرج ماريو كاميريني، الأمر الذي أطلق مسيرته المهنية الحافلة.  وأخذ اسم ماوريتسيو دانكورا كإسمه الفني. وإلتقى بزوجته المستقبلية أثناء تصوير فيلم معا في الظلام.  وتزوج عام 1944م في مدينة البندقية بإيطاليا من الممثلة ساندرا رافيل.   ووُلد طفلهما الوحيد في عام 1948م، وسُمي تيمناً باسم والده المسرحي «ماوريتسيو». 

### عائلة غوتشي
وكان أحد أبناء غوتشيو غوتشي الخمسة، مؤسس دار غوتشي للأزياء. وبحلول يناير 1953م، كان قد ترك دانكورا التمثيل وعاد، بعد وفاة والدة، إلى أعمال العائلة.  وفي عام 1952م، سافر رودولفو وإخوته ألدو وفاسكو إلى مدينة نيويورك؛  حيث افتتحوا أول متجر خارج إيطاليا في مدينة نيويورك، قبل أسبوعين فقط من وفاة والدهم.  وفي عام 1967م، ابتكر وشاح قوتشي فلورا الشهير من أجل الممثلة غريس كيلي. 
وبعد وفاة شقيقهما فاسكو غوتشي في عام 1974م، قسم رودولفو وألدو العمل فيما بينهما تناصفاً بنسبة 50% لكل منهما،  إلا أن أبناء ألدو لم يشعروا بأن رودولفو قد ساهم بما فيه الكفاية في إزدهار الأعمال.  وقام ألدو، في محاولة لزيادة أرباحه، بتأسيس شركة عطور فرعية وامتلك هو وأبناءة الثلاثة 80% من ملكيتها.  وادى هذا التنافس في النهاية إلى حرب عائلية. 

### الوفاة والإرث
توفي رودولفو غوتشي في عام 1983م في ميلانو.  بعد وفاة والده، ورث ماوريتسيو غوتشي حصة الأغلبية وأصبح المساهم الأكبر في الشركة. وبعد أن خاض معركة قانونية ضد ألدو غوتشي والتي دامت قرابة 6 سنوات. عُيين ماوريتسيو غوتشي، في عام 1989م، رئيسًا لمجموعة غوتشي.  لكن ماوريتسيو لم تكن لديه خلفية في الأعمال التجارية، وبحلول عام 1993م دخلت الشركة في أزمة اقتصادية وإبتكارية رهيبة.  وقدم ماوريتسيو غوتشي استقالته في نفس العام وباع حصته المتبقية إلى إنفستكورب، منهياً بذلك إرتباط عائلة غوتشي بالشركة.  وفي عام 1995م، اُغتيل ماوريتسيو غوتشي من قاتل مأجور. وفي عام 1998م، أُدِنت زوجته السابقة باتريزيا ريجياني بتهمة الترتيب لعملية القتل. 

## في الثقافة الشعبية
في فيلم بيت غوتشي سنة 2021م، أدى الممثل الإنجليزي جيرمي آيرونز دور رودولفو غوتشي. 

## قائمة الأعمال
| عام  | عنوان                | دور                          | ملحوظات                                                                                     |
| ---- | -------------------- | ---------------------------- | ------------------------------------------------------------------------------------------- |
| 1929 | القضبان              | جورجيو                       | صنع في الأصل كفيلم صامت.                                                                    |
| 1929 | البنات لا يمزحون     |                              | [ 10 ]                                                                                      |
| 1931 | فيجارو ويومه العظيم  | أسدروبال شيوديني             | [ 11 ]                                                                                      |
| 1932 | كوكب الزهرة          | Il giovane Italo-Americano   | [ 12 ]                                                                                      |
| 1932 | السيدة العجوز        | فاوستو                       |                                                                                             |
| 1932 | خمسة إلى لا شيء      |                              |                                                                                             |
| 1933 | معا في الظلام        |                              |                                                                                             |
| 1933 | قطار سياحي           |                              |                                                                                             |
| 1934 | قناة الملائكة        |                              |                                                                                             |
| 1935 | هذين                 |                              |                                                                                             |
| 1935 | السهم الذهبي         |                              |                                                                                             |
| 1935 | ميليشيا إقليمية      |                              |                                                                                             |
| 1935 | جينيفرا ديجلي ألميري |                              |                                                                                             |
| 1936 | السفير               |                              |                                                                                             |
| 1938 | نونا فيليسيستا       |                              |                                                                                             |
| 1938 | الجد                 |                              |                                                                                             |
| 1939 | الأرض القاحلة        |                              |                                                                                             |
| 1939 | نبض القلب            | إيف                          |                                                                                             |
| 1939 | المستند              | لينجينيري بيزيني ديتو بالينو |                                                                                             |
| 1939 | ليلة الحيل           | فيليبو                       | [ 13 ]                                                                                      |
| 1940 | دون باسكوالي         | مرحبا                        | يعتمد الفيلم بشكل فضفاض على نصوص جيوفاني روفيني لأوبرا غايتانو دونيزيتي بافا دون باسكوالي . |
| 1940 | مائة ألف دولار       | باولو                        |                                                                                             |
| 1943 | مغامرة أنابيلا       | روبرتو                       | [ 14 ]                                                                                      |
| 1943 | عمة تشارلي           | غويدوبالدو                   |                                                                                             |
| 1943 | المراسلون الخاصون    | جاليتي                       |                                                                                             |

## للقراءة المتعمقة
- Landy, Marcia. The Folklore of Consensus: Theatricality in the Italian Cinema, 1930–1943. SUNY Press, 1998.

## الروابط الخارجية
- رودولفو غوتشي في قاعدة بيانات الأفلام على الإنترنت